# Sveriges B-herrlandslag i ishockey
Sveriges B-landslag i ishockey även kända som Vikingarna, var det svenska B-landslaget i ishockey för herrar. B-landslaget lades ned då de olika nationsförbunden ansåg att det inte fanns någon mening med B-landskamper längre. Dels på grund av sviktande intresse och dels då det inte fungerade som tänkt. Målet var ursprungligen att ge mindre erfarna spelare landslagsrutin, men ofta var det så att de som spelade i B-landslaget blev kvar där och inte tog klivet upp i A-landslaget.
Under det sena 1960-talet spelade laget försäsongsmatcher mot Sveriges A-landslag.
Laget representerade bland annat Sverige i Izvestijaturneringen 1971, där man slutade sist på 0 poäng efter att ha åkt på stryk mot A-landslagen från Tjeckoslovakien (1-8), Finland (1-4) och Sovjet (1-12).
Från säsongen 1972/1973 började laget även spela matcher mot norska A-landslaget.
I mars respektive december 1978 spelade man mot WHA-lag, decembermatcherna innebar klara förluster mot Edmonton Oilers (2-11) och Quebec Nordiques (3-7) medan man föll med 3-4 mot Winnipeg Jets.
I maj 1990 spelades en trelagsturnering som hette Japan Cup, där laget slutade tvåa efter Sovjet A (förlust med 2-9) men före Japan (seger, 8-0). Mellan säsongerna 1991/1992 och 1995/196 deltog laget i flera turneringar i Frankrike, samt mötte Franska A-landslaget.
Inför säsongen 1998/1999 tog Peter Wallin över ledarskapet för laget, samt för Sveriges A- och juniorlandslag.
Under tidigt 2010-tal började röster höras för att damma av idén och återskapa laget i form av ett utvecklingslandslag för spelare som just blivit seniorer.

## Förbundskaptener
- 1992/1993 - Pär Mårts